# Turpial de Puerto Rico
El turpial de Puerto Rico (Icterus portoricensis) és un ocell de la família dels ictèrids (Icteridae).

## Hàbitat i distribució
Habita la selva pluvial i els camp obert amb arbres dispersos de l'illa de Puerto Rico, a les Antilles.